# Stati sovrani europei per indice di sviluppo umano
questa tabella sottostante rappresenta gli Stati sovrani europei per indice di sviluppo umano (ISU) secondo i dati rilasciati a dicembre 2019 su dati 2018.
Questa è una mappa relativa ai dati sopra riportati. Legenda:      Sviluppo umano alto e      Sviluppo umano molto alto. 